# 电子陶瓷
电子陶瓷主要使用了陶瓷的电性能。所谓材料的电性能是由材料中电荷（包括离子、电子、空穴等）的分布及移动所决定的。如果电荷短程传输，则表现为电极子，如果电荷长程传输则表现为导电。
根据陶瓷的导电性，陶瓷可以分为介电陶瓷（主要利用电荷的短程传输性）、导体陶瓷（主要利用电荷的长程传输性）和高温超导陶瓷（库柏电子对的移动）。